# Atwood (cráter)

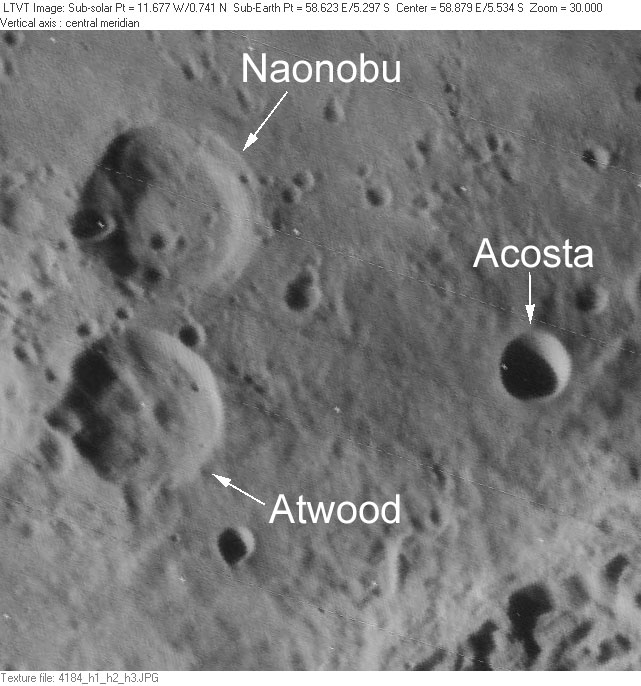
Fotografía de la misión Lunar Orbiter 4

Atwood es un pequeño cráter de impacto lunar que se encuentra en la Mare Fecunditatis, al noroeste del cráter prominente Langrenus. Integra una formación de triple cráter con Naonobu unido al borde del norte y Bilharz cerca del borde oeste. Los tres eran cráteres satélite de Langrenus antes de ser renombrados por la IAU (Atwood fue designado anteriormente Langrenus K).
|  |

Atwood se encuentra cerca del borde de las rampas exteriores de Langrenus, las eyecciones forman resaltos bajos unidos al borde sur de Atwood. En el interior del cráter se halla un pico central bajo unido a una línea de cresta que llega hasta su borde norte.